# ديف سي++
ديف سي++ (بالإنجليزية: Dev-++C)‏ هي بيئة تطوير متكاملة للبرمجة وتطوير تطبيقات بلغة السي وسي++. تم تطويره باستخدام بورلاند دلفي 6، حيث كان ديف سي++ متوفر على نظام التشغيل مايكروسوفت ويندوز فقط. ثم تم التخلي عن تطويره لمدة طويلة، وفي سنة 2011 تم إحياء المشروع برئاسة مطور آخر ويتم تحديثه بانتظام.
يعتبر ديف سي++ برنامج ويندوز فقط، ولكن هناك محاولات لإنشاء نسخة لينكس عن طريق التحويل بين المنصات.

## الإضافات الممكنة
يمكن لمستخدمي ديف سي++ تحميل مكتبات إضافية، أو حزم من التعليمات البرمجية (بالإنجليزية: Devpaks)‏ التي تزيد من نطاق وظيفة ديف سي + +، مثل الرسومات، وضغط الملفات، والرسوم المتحركة، ودعم الصوت وغير ذلك من الإضافات. ويمكن للمستخدمين إنشاء Devpaks ويمكن استضافتها مجانا على موقع المطور. واستخدامها لا يقتصر مع ديف سي++ فقط بل تعمل مع أي بيئة تطوير متكاملة مرتكزة على تجميعة مصرفات جنو.

## وصلات خارجية
- ديف سي++ على موقع SourceForge (الإنجليزية)
- ديف سي++ على موقع SourceForge (الإنجليزية)
- الصفحة الرئيسية لديف سي++ (الإصدار الحالي)
- صفحة مشروع ديف سي++
- الصفحة الرئيسية لديف سي++ (الإصدار الاصلي)
- صفحة مشروع ديف سي++